# Jackson Lago

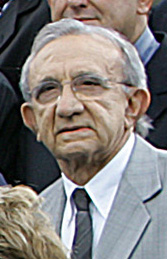
Jackson Lago

Jackson Kléper Lago (* 1. November 1934 in Pedreiras, Maranhão; † 4. April 2011 in São Paulo) war ein brasilianischer Mediziner und Politiker des Partido Democrático Trabalhista (PDT). 
Lago war in drei Amtszeiten, von 1989–1992, 1997–2000 und von 2001–2002, Präfekt der Stadt São Luís. Vom 1. Januar 2007 bis 16. April 2009 war er Gouverneur des Bundesstaates Maranhão.
| Personendaten    | Personendaten                              |
| ---------------- | ------------------------------------------ |
| NAME             | Lago, Jackson                              |
| ALTERNATIVNAMEN  | Lago, Jackson Kléper (vollständiger Name)  |
| KURZBESCHREIBUNG | brasilianischer Mediziner, Politiker (PDT) |
| GEBURTSDATUM     | 1. November 1934                           |
| GEBURTSORT       | Pedreiras, Maranhão                        |
| STERBEDATUM      | 4. April 2011                              |
| STERBEORT        | São Paulo                                  |